# Lepidopilum glaziovii
Lepidopilum glaziovii är en bladmossart som beskrevs av Georg Ernst Ludwig Hampe 1879. Lepidopilum glaziovii ingår i släktet Lepidopilum och familjen Daltoniaceae. Inga underarter finns listade i Catalogue of Life.